# Alejo Zavala Castro
Alejo Zavala Castro (* 31. Dezember 1941 in Galeana) ist ein römisch-katholischer Geistlicher und emeritierter Bischof von Chilpancingo-Chilapa.

## Leben
Alejo Zavala Castro empfing am 17. Dezember 1966 die Priesterweihe.
Papst Johannes Paul II. ernannte ihn am 4. Januar 1992 zum ersten Bischof des mit gleichem Datum errichteten Bistums Tlapa. Die Bischofsweihe spendete ihm der Apostolische Nuntius in Mexiko, Girolamo Prigione, am 25. März desselben Jahres; Mitkonsekratoren waren Rafael Bello Ruiz, Erzbischof von Acapulco, und Efrén Ramos Salazar, Altbischof von Chilpancingo-Chilapa.
Am 19. November 2005 wurde er zum Bischof von Chilpancingo-Chilapa ernannt und am 14. Februar des nächsten Jahres in das Amt eingeführt.
Papst Franziskus nahm am 20. Juni 2015 seinen vorzeitigen Rücktritt an.